# Frauenkopf-Dürrbach
Das Gebiet Frauenkopf-Dürrbach ist ein Landschaftsschutzgebiet in der baden-württembergischen Landeshauptstadt Stuttgart. Es wurde am 11. Februar 1982 von der Landeshauptstadt Stuttgart durch Verordnung ausgewiesen.

## Lage und Beschreibung
Das 228 Hektar große Landschaftsschutzgebiet liegt im Süden von Stuttgart auf dem Frauenkopf zwischen den Stadtvierteln Frauenkopf und Gablenberg.
Im Norden grenzt es an das Landschaftsschutzgebiet Waldgebiet auf der Südostseite der Innenstadt, im Osten an das Landschaftsschutzgebiet Weinberg- und Obsthänge rings um die Wangener Höhe und im Süden an die Landschaftsschutzgebiete Burghalde-Allmendhäule und Sillenbuch-Heumaden. Naturräumlich gehört es zur Stuttgarter Bucht.
Es umfasst im Wesentlichen den überwiegend bewaldeten Berg Frauenkopf mit dem Stuttgarter Fernmeldeturm sowie das Tal des Dürrbachs, der nördlich des Frauenkopfs nach Osten fließt. Auch der gegenüberliegende Talhang Wattenhau ist Teil des Landschaftsschutzgebiets. Im Süden ist auch der oberste Teil des Tiefenbachtals Teil des Landschaftsschutzgebiets.

## Geschichte
Teile des Gebietes standen bereits seit 1961 unter Landschaftsschutz. Bei der Neuausweisung des Landschaftsschutzgebiets Frauenkopf-Dürrbach wurde das ältere Landschaftsschutzgebiet aufgehoben.
2009 wurde das Gebiet durch Ausweisung des Landschaftsschutzgebiets Burghalde-Allmendhäule um etwa 50 Hektar verkleinert.